# عيسى العلوي
عيسى العلوي ممثل و منتج و مؤلف كويتي بدأ المجال الفني عام 2000 وحتى الآن وشارك في القليل من الأعمال أكثر مع الفنان طارق العلي وشكل ثنائي في بعض من الأعمال التلفزيونية.

## أعماله
- خالي وصل2014 - مسلسل
- الفلتة 2011 - مسلسل
- أم سعف جت.كوم 32010 - رسوم متحركة(أبو سعف)
- معتوق في بانكوك2009 - فيلم
- أم سعف جت كوم 22009 - رسوم متحركة(أبو سعف)
- طول بالك2009 - مسلسل
- صج حظوظ2008 - مسلسل
- هذا ولدنا2007 - مسلسل
- خطوات على الجليد2000 - مسلسل

## التأليف
- الفصلة 2015 - مسلسل(مؤلف)
- الفلتة 32014 - مسلسل(تأليف)
- خالي وصل2014 - مسلسل(فكرة والمعالجة الدرامية)
- قررمش2013 - مسلسل(مؤلف)
- واي فاي2012 - برنامج(ورشة النصوص)
- طول بالك2009 - مسلسل(مؤلف)